# Južna Tarawa
Južna Tarawa je niz otoka koji tvore južni dio atola Tarawe. Na ovomu se nizu otoka nalazi predsjednistvo (na Bairikiju) i zgrada parlamenta (na otoku Ambou), pa se cijela Južna Tarawa smatra glavnim gradom države Kiribati.